# Seznam slovenskih partizanskih pesmi
Seznam slovenskih partizanskih pesmi.
Ta seznam vsebuje pesmi v slovenščini, ki jih je NOB posvojila in priredila (označene z *), pesmi, ki so bile napisane v času NOB za njene potrebe (označene z °) ter pesmi v drugih jezikih, ki so bile med NOB pogosto uporabljane tudi na območju današnje Slovenije (označene z ^).

## A
- Asturiana (Črnolaska, Na oknu)*

## B
- Bella ciao^ (italijanska)
- Bilečanka*
- Bleda luna*
- Bohor je vstal (Bohor žari, Himna kozjanskega odreda, Le naprej, odred kozjanski)°
- Bojna pesem°
- Bolen mi leži*
- Bratje, le k soncu, svobodi (Smelo, tovariši, v nogu)*
- Bratje v kolo se vstopimo°
- Budnica (Budnica mladini, Vstani mladina)°

## Č
- Čapajevka*
- Čas selitve°
- Če zapojemo veselo°
- Črni vran*

## D
- Dekle ob oknu°
- Dneva nam pripelji žar°
- Domovina naša je svobodna°
- Druže Tito, ljubičice bela^ (srbohrvaška)
- Druže Tito mi ti se kunemo^ (srbohrvaška)
- Druže, podji doma^ (srbohrvaška)

## E
- Eno devo bom le ljubil*

## H
- Hej brigade°
- Hej Slovani°
- Hej tovariši°
- Himna XVII. Gregorčičeve brigade°

## I
- Ide Tito preko Romanije^ (srbohrvaška)
- Internacionala*
- Ivanjok (Janezek)*

## J
- Janez Kranjski°
- Ječala je zemlja teptana°
- Jutri gremo v napad°

## K
- Kaj zato°
- Katjuša*
- Kdo je Stalin, kdo je Tito°
- Kje je zdaj naš očka°
- Kolo druga Tita^ (srbohrvaška)
- Komandant Sava (Sa kraj Bosne)^ (srbohrvaška)
- Komandant Stane°
- Konjuh planino^ (srbohrvaška)
- Kosec koso brusi*
- Kovači smo (Mi kuzneci)*
- Kranjski Janez*
- Kdo pa so ti mladi fantje*

## L
- Le vkup, le vkup uboga gmajna (Puntarska)*
- Lepo je v naši domovini biti mlad°

## M
- Makedonska pesem^
- Mi mornari^
- Mladinska°
- Mladi pionirji°
- Mitrovčanka^
- Moči nove so se strnile°
- Moj očka je v hosti partizan°
- Mučen v težki ječi*

## N
- Na juriš°
- Na oknu glej obrazek bledi°
- Nabrusimo kose*
- Naglo puške smo zgrabili*
- Naprej, junaki°
- Naprej zastava slave*
- Naš narodni dom°
- Naša četa v boj (Vintovačka)*
- Naša nova zastava°
- Naša pesem (Sužnosti težke)°
- Naša Vojska°
- Nismo se uklonili (Marš IX. brigade, Pesem IX. brigade, Tujci pohlepni)°
- Nocoj tovariši v napad°
- Nova pesem°
- Nov cvet°

## O
- Obroč°
- Ob tabornem ognju*
- Oj, kako je dolga pot*
- Omladinska^

## P
- Partizani v gozd gredo (Partizanska, Partizanska koračnica)*
- Partizanova pomlad°
- Partizanska (V boj)°
- Pesem Levstikovcev°
- Pesem mladine°
- Pesem o svobodi°
- Pesem o Titu°
- Pesem slovenskih brigad°
- Pesem slovenskih partizanov (Le naprej, brez miru, K nam prihaja)°
- Pesem žena°
- Pesem XIII. brigade°
- Pesem XIV. divizije (Zaplovi pesem)°
- Pesem XV. brigade°
- Pesem 1. bataljona XV. brigade°
- Pesem 2. bataljona XV. brigade°
- Pesem 3. bataljona XV. brigade°
- Pozdrav Titu°
- Pionirček°
- Pionirji in pomlad°
- Pionirsko kolo°
- Pobič sem star šele osemnajst let*
- Po cestah zledenelih°
- Po dolinah in po gorah (Po dolinam i po vzgorjam)°
- Počiva jezero v tihoti*
- Poljuško polje*
- Pomlad v svobodi°
- Pomladna°
- Posvetilo°
- Pozdravi°
- Primorski partizan*

## R
- Rdečearmejcem°
- Rdeči mornarji (Krasnoflotci, Vsi v partizane)*

## S
- S fašisti ven*
- Sinko očetu partizanu za god°
- Slovenci, h koncu gre trpljenje°
- Slovenska pesem°
- Smrt v brdih°
- Soldaška°
- Stoji tam v gori partizan*
- Sveta vojna (Svjaščenaja vojna)*
- Svobodna Slovenija (Slovenci kremeniti)*

## Š
- Šivala je deklica zvezdo°

## T
- Tam na Pugled gori*
- Teloh°
- Tisočletni suženj vstaja°
- Tito°
- Tonček je prišel°
- Topničarska himna°
- Tovariš Tito°

## U
- U gori raste zelen bor^ (srbohrvaška)

## V
- V borbi krvavi smo se rodili°
- V nove zarje°
- Vrnitev°
- Ven z njimi*
- Veseli partizan*
- Vetru°
- V gori zeleni*
- Vihrajte zastave°
- V nove zarje°
- V pozni noči°
- V ranem jutru*
- Vsi mostovi v zrak letijo*
- Vstala Primorska°

## Z
- Rdeča zastava (Bandiera rossa)^ (italijanska)
- Za Titom°
- Za vasjo je čredo pasla (Partizanova žena)*
- Zdravica°
- Zdravljica*
- Zvezdica°
- Zvezna°

## Ž
- Žalostinko žrtvam°
- Žrtvam (Vi žertvoju pali)*